# بافلو ياكوفينكو
بافلو ياكوفينكو (بالأوكرانية: Яковенко Павло Олександрович)‏ (مواليد 19 ديسمبر 1964) هو لاعب كرة قدم. لعب مع منتخب الاتحاد السوفيتي لكرة القدم. سبق له أن لعب في كأس العالم لكرة القدم مع منتخب بلاده.

## روابط خارجية
- بافلو ياكوفينكو على موقع الاتحاد الدولي (مؤرشف)  (الإنجليزية)
- بافلو ياكوفينكو على موقع الاتحاد الأوربي (الإنجليزية)
- بافلو ياكوفينكو على موقع اتحاد أوكرانيا (الإنجليزية)
- بافلو ياكوفينكو على موقع قاعدة بيانات كرة القدم.إي يو (الإنجليزية)
- بافلو ياكوفينكو على موقع ناشيونال فوتبول تيمز (الإنجليزية)
- بافلو ياكوفينكو على موقع كووورة